# جین بیتز
جین بیتز (انگلیسی: Gene Bates؛ زادهٔ ۴ ژوئیهٔ ۱۹۸۱) دوچرخه‌سوار اهل استرالیا است. او عضو تیم‌هایی همچون تیم دوچرخه‌سواری دراپاک بوده است.